# Naval (cor)

Um quadrado em azul naval

O naval ou azul-marinho é um tom particularmente escuro da cor azul. A cor naval, de "naves ou navios" (termo greco-romano), é assim chamada devido aos uniformes azul-escuros (em contraste com o branco) da Marinha Real Britânica de 1748, tendo subsequentemente sido adoptada pelas marinhas de outros países, à "cor naval" (obviamente é ligada à "cor que se quer dar ao mar", na sua "tonalidade escuro-azul(maior ênfase)esverdeada-avermelhada", daí a sua particularidade de cor, devido a isso também; o termo naval está ligado à ideia subjetiva de naves, navios e Marinha, de forma general.
Quando esta cor começou a ser usada em princípios do Século XIX, foi inicialmente chamada de azul marinho, mudando posteriormente para "marinho" e finalmente naval.